# کوبایاشی، میازاکی
کوبایاشی شهری است در کشور ژاپن. این شهر در  استان میازاکی و در جزیره کیوشو قرار گرفته است. 
جمعیت این شهر در سال ۲۰۰۳ میلادی برابر ۴۱۰۰۰ نفر برآورد شده است  .